# Carneas

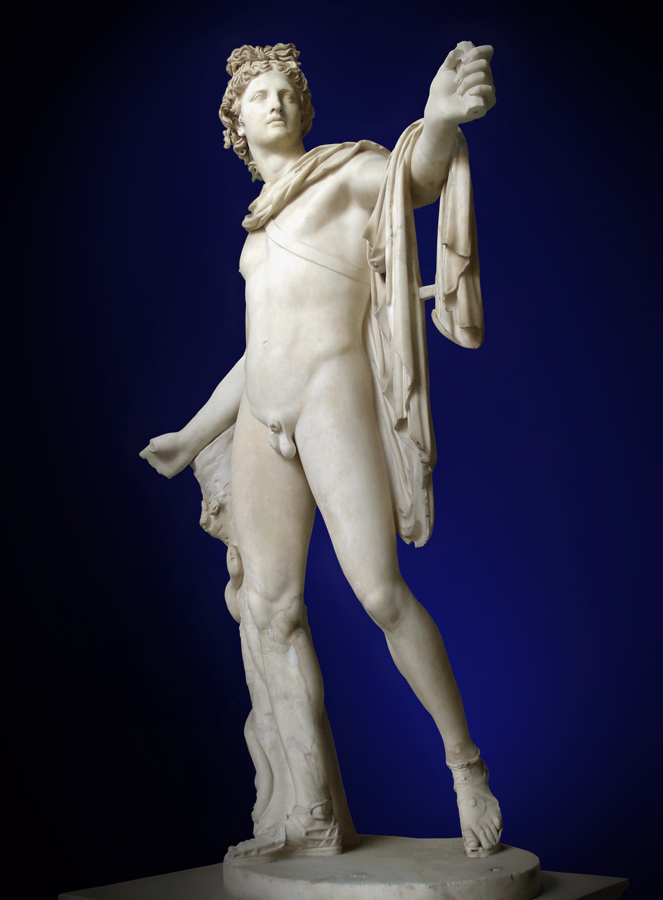
El dios Apolo, a quien eran consagradas las fiestas Carneas.

Las Carneas (griego antiguo τὰ Καρνεῖα; en griego moderno τα Κάρνεια) fueron una de las fiestas religiosas más importantes de la antigua Esparta y de muchas otras ciudades dorias, celebradas en honor de Apolo Carneo, al que se rendía culto en varias partes del Peloponeso.
Había nueve festividades principales en el calendario espartano, de entre las cuales una de las más importantes eran las Carneas, junto con las Gimnopedias y las Jacintias.

## Descripción

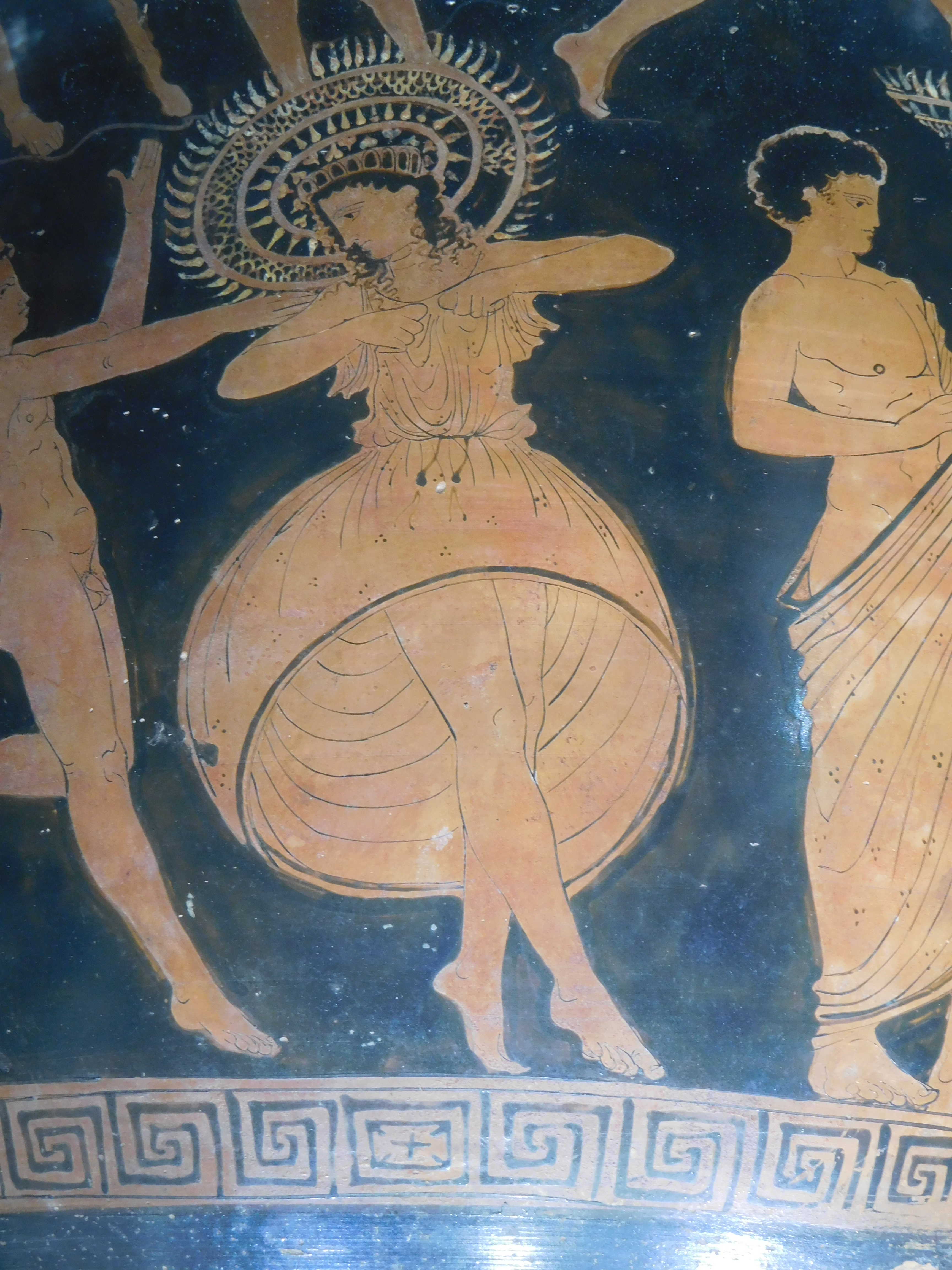
Danzante masculino con sombrero kalatiskos (amplio sombrero de paja) en el templo de Carneo,

Carneo era primitivamente un dios independiente, divinidad predórica venerada por los aqueos y que posteriormente se asimiló a Apolo. El nombre deriva de kárnos próbaton («ganado»), en referencia quizá al que se sacrificaba en esas fiestas.
Los espartanos tenían la estricta obligación de celebrar las fiestas Carneas, que tenían lugar entre el día 7 y el 15 del mes Carneo, que correspondía al mes ático de Metagitnion (parte de agosto y parte de septiembre). Su duración era de nueve días. A ellas se entregaban los espartanos con gran entusiasmo, por encima de cualquier otra actividad, y en ellas todos los ciudadanos varones debían ser purificados. 
Estas fiestas, según Demetrio de Escepsis, eran un remedo de la disciplina militar espartana, casi como las Boedromias de Tebas. Se montaban nueve tiendas (skíades, literalmente sombrajos) cerca de los muros de la ciudad, y cada una de ellas era ocupada por nueve hombres en edad militar, pertenecientes a cada una de las fratrías, obedeciendo las órdenes recibidas de un heraldo. Una barca portando la estatua de Apolo Carneo, adornado con guirnaldas era llevada por toda la ciudad, en recuerdo del barco en el que los Heráclidas pasaron de Naupacto al Peloponeso, por el golfo de Corinto. Apolo los castigó enviándoles la peste, que solo cesó después de la institución de las Carneas. 
Según Pausanias las Carneas buscaban aplacar la ira del dios y restaurar la comunión entre este y el pueblo espartano, rota cuando el adivino Carno, sirviente de Apolo, fue muerto por Hípotes, uno de los Heráclidas. El sacerdote que llevaba a cabo los sacrificios era conocido como el Agetes (en griego antiguo: Ἀγητής Agetés), de ahí que la fiesta también recibiera, en ocasiones, el nombre de Agetorias o Agetoreion. 
Se elegían cinco hombres solteros, llamados Καρνεᾶται karneatai, menores de 30 años, de cada una de las tribus espartanas, para que desempeñaran la función de asistentes del Agetes, y ocupaban el cargo durante los siguientes cuatro años, plazo durante el cual deberían permanecer solteros. Algunos de los karneatai recibían el nombre de staphilodrómoi (corredores con ramas de vid). 
Las Carneas tenían un aspecto agrario, que se traducía en el ritual de una carrera-persecución, en la que un hombre portador de cintas debía ser alcanzado por cinco karneatai. Si lo lograban, la siguiente cosecha sería fructífera. Además, durante las fiestas tenían lugar competiciones musicales —que la tradición remontaba a la XXVI Olimpíada (676-673 a. C.), haciendo de Terpandro el primer vencedor—, representaciones teatrales, danzas de jóvenes, el sacrificio de un carnero y una comida comunitaria. 
El último día de las Carneas coincidía con la luna llena, y antes de que terminasen estas fiestas el ejército no podía abandonar el territorio espartano. Los gobernantes tenían prohibido llevar a cabo ninguna campaña militar, declarar la guerra, y cualquier acción diplomática; era de, hecho, una tregua sagrada. Según Heródoto, esto se produjo en dos ocasiones durante las guerras médicas:
- En el año 490 a. C., las Carneas habrían impedido a los espartanos llegar a tiempo a la batalla de Maratón y los atenienses se vieron obligados a luchar solos.[7]

- En el 480 a. C., el rey Leónidas habría tenido que defender el desfiladero de las Termópilas con un contingente de hombres reducido por el mismo motivo.[8]

Según Tucídides, también se suspendió una expedición espartana en otras dos ocasiones:
- En el verano del 419 a. C., durante la guerra entre Argos y Megara, por coincidir con las Carneas.[9]

- Tras la batalla de Mantinea, en junio de 418 a. C., cuando el rey espartano Plistoanacte, acudió a Tegea con fuerzas para socorrer al resto de tropas aliadas, recibió la orden de retirarse, por estar próximo el comienzo de las Carneas.[10]

Esta fiesta también se celebró en la ciudad de Cirene, en el norte de África, según los testimonios que nos han llegado de Píndaro y de Calímaco.
Las fuentes disponibles sobre las Carneas son principalmente los gramáticos Hesiquio de Alejandría y Ateneo.